# 黄昏乙女×アムネジア
『黄昏乙女×アムネジア』（たそがれおとめ アムネジア、Dusk maiden of Amnesia）は、めいびいによる日本のホラー漫画作品。スクウェア・エニックス刊『ガンガンパワード』2008年6月号に読切「乙女心と夕の空」が掲載された後、12月号に続編「黄昏乙女×アムネジア」を掲載。同誌を継承した『月刊ガンガンJOKER』で2009年5月号（創刊号）より読切2作品からそのまま続く形で2013年10月号まで連載。
『月刊ガンガンJOKER』2012年1月号にてテレビアニメ化が発表され、同年4月から6月まで放送された。

## あらすじ
創立60年の伝統を誇る私立誠教学園は、市街地を見下ろすように小高い丘の上に建てられている。長い歴史の間に増改築を繰り返した校舎は迷路の如き様相を呈しており、そんな中で「旧校舎の幽霊」の話をはじめさまざまな怪談や都市伝説が生徒の間で語り継がれてきた。
1年生の新谷貞一はある日、旧校舎に迷い込んだ際に不思議な女子生徒に出会う。彼女は自分こそが「旧校舎の幽霊」こと庚夕子であると名乗り、自分の死の真相を解明するために貞一に協力して欲しいと申し出る。夕子に引っ張られるように行動を共にするようになった貞一は、「旧校舎の大鏡」の向こうに隠されていた地下室で白骨化した夕子の死体を発見する。しかし、夕子は自分の死体を前にしても死因を思い出せず、真相解明は振り出しへ戻ることになる。貞一は夕子の死因解明を兼ねて学園内で起きるさまざまな怪奇現象を解き明かすため、怪異調査部を設立した。

## 登場人物
※担当声優はドラマCD版 / テレビアニメ版の順。特記の無い場合はテレビアニメ版のものとする。

### 怪異調査部
新谷 貞一（にいや ていいち）
声 - 皆川純子 / 代永翼
本作の主人公。9月23日生まれ。誠教学園中等部1年C組。旧校舎に迷い込んだ際に「旧校舎の幽霊」こと夕子に遭遇し、それ以来行動をともにするようになる。夕子の姿が見え、声を聞くことができ、触れることもできる。夕子の死因解明と学園内で頻発する様々な怪奇現象の原因解明を兼ねて怪異調査部を設立。部長は夕子であるが、他の大多数の人間には夕子が見えないため部長代理を自称し、対外的には「部長は滅多に来ない」と説明している。
初登場時は眼鏡をかけていなかったが、本人いわく「本の読み過ぎ」で目が悪く、ときどき眼鏡をかけた姿で登場することもある。身長はさほど高くなく、第5巻ではそれを気にしているような描写がある。性格は心優しく真面目だが、時おり熱い一面を見せることもある。
恋愛に関してはストレートに好意を寄せられること（主に夕子から）が多いが、まだ中学1年という年齢のせいもあってか女性そのものにまだ慣れておらず、戸惑ったり動揺したりすることが少なくない。ももえの友人たちや有子など、年上の女性からは「可愛い」と言われている。その一方、本人には自覚がないが、年齢の割には落ち着いており、頭も切れると評されている。
夕子に対しては当初から好意に近いものを抱いており、夕子の過去や謎を解明するために学園で起こる怪奇現象を追って奔走していた。夕子が不安定となった末に自分を突き落として怪我を負わせ、さらに自分についての記憶を全て切り離してしまった時は、そのことにショックを受けて一時はすれ違いの状態となっていたが、霧江やももえの言葉をきっかけに夕子に対する想いに向き合うようになり、ついに想いを告げて相思相愛となった。
テレビアニメ版の設定では、夕子が助けた浅葱（後述）という女の子の孫にあたる。
庚 夕子（かのえ ゆうこ）
声 - 原由実 / 同左
本作のメインヒロイン。1938年1月11日生まれ。学園内で「旧校舎の幽霊」として語り伝えられている女子生徒の幽霊。長いストレートの黒髪（姫カット）に切れ長の目、白い肌にすらりとした長身の大人びた美少女で、かなりの巨乳の持ち主。貞一と初めて出会った時は学園の現行の制服姿だったが（本人いわく「昔のってダサいから」）、ほどなくして亡くなった当時の古風なセーラー服に戻し、それ以降は特別なイベントの時を除いてずっとその姿を通している。夏以外は黒ストッキングや黒タイツを着用。自分の名前は覚えているが、それ以外は死因を含め生前の記憶のほとんどを失っている。
幽霊であるため、夜になっても眠らない。また、学園の敷地の外に出ることはできず、貞一と会えるのは彼が学園に来るときのみである。基本的に貞一と霧江以外にはその姿は見えないが、幽霊の噂を信じる者や、幽霊のような存在がいてほしいと願う者などには見えることがある。ただしその際は、本来の姿とは違った姿で見えてしまうことが多い。貞一のように普通に「見える」者にも、その精神状態によってはやはり異なる姿で見えてしまうことがある。また稀に一般人にも声が聞こえることがあるが、この場合も「何か聞こえた」という程度にしか認識されない。学園内には自分以外の幽霊は存在せず、自身が原因のもの以外の校内で起こる怪奇現象は全て「旧校舎の幽霊」とは無関係な別の原因で起きていると主張している。ただし、後に夕子の負の部分が切り離されて生まれた「影夕子」が姿を現している。
年上として貞一を誘惑し、弄ぶかのような言動が多いが、貞一の方からアプローチされると真っ赤になって照れる一面も見せる。貞一に裸を見られることにはあまり抵抗がなく、むしろ見てもらいたいと思っているふしさえある一方で、自身の白骨死体を見られると激しく取り乱すほどに恥ずかしがる（本人曰く「これ以上ないほどの丸裸」）。
もともとは、誠教学園の創立間もない頃に在学していた女子生徒だった。享年15（中等部3年生）。その死体は、旧校舎の大鏡に隠された地下室に白骨化した状態で放置されていたが、自分の死体を目の当たりにしてもなぜ死んだのかを思い出せず、怪異調査部の部長に就任し死因解明を続けることにする。自称「幽霊部長」。
死後、貞一と出会うまで約60年にわたり、誰にも気づかれることなく孤独に学園内をさまよっていた。そのためか、初めて自分の姿を認め、かつ触れてくれた貞一に対しては、出会った当初から特別な感情を抱いていた模様。そして貞一と日々を過ごすうち、幽霊の自分をありのままに見てくれる貞一にだんだん惹かれるようになっていく。霧江との会話を通して貞一に対する恋愛感情をはっきりと意識したが、同時に恋愛感情にともなって湧き起こる醜い負の感情にも直面し、さらに自分が過去にさまざまな負の感情を押し付けて切り離した「影夕子」の存在にも気付いてしまう。そのため精神的に不安定となった彼女は、貞一を階段から突き落とし、貞一と出会ってからの記憶を切り離してしまったが、貞一の告白によって自分を取り戻した。そして影夕子から貞一との記憶を返してもらい（テレビアニメ版では影夕子ごとすべて取り込んで過去の記憶をすべて取り戻している）、相思相愛であることを確かめ合った。
貞一との関係が深まるにつれ、自分の死因の解明には消極的になりつつあり、「むしろ判らなくていい」「今のままでずっといたい」とすら思うようになってきている。また、「すべてが解明されてしまうと自分と貞一との関係が終わってしまう」とも考えている模様。
テレビアニメ版では、自分が助けた女の子「アサちゃん」が貞一の祖母であることが判明した後、自分が人柱になったからこそ貞一に出会えたのだ、と自分の死を前向きに捉えるようになった。
影夕子（かげゆうこ）
声 - 原由実
夕子がこれまでに切り離してきた負の感情や記憶の集合体的な存在。基本的な姿としては、黒々とした気をまとい、髪はちぢれ、肌は黄土色、全てを憎むかのような禍々しい目、大きく割れた口を特徴とする。ただし場面によって多少変化があり、本来の夕子とさほど変わらないように見えることもある。
テレビアニメ版では、第9話のみ目に青い火を灯して夕子と瓜二つの姿を見せる。

小此木 ももえ（おこのぎ ももえ）
声 - 伊瀬茉莉也 / 福圓美里
ヒロインの1人。4月2日生まれ。誠教学園中等部2年生。怪異調査部が初めて解決した事件の依頼者である女子生徒。事件解決後、恩返しと称して学園内の怪奇現象に関する情報を収集し、怪異調査部へ持ち込む役回りを担っている。実家は小此木製菓という菓子屋。
思い込みが強い性格で、往々にして暴走しがち。貞一に対して尊敬に近い好意を抱いており、自分の方が上級生であると知った後も、貞一を「新谷さん」と呼び、敬語で話している。髪は明るい茶髪のショートヘア。体格はやや小柄だがスタイルは悪くなく、霧江曰く「意外とすごい」。靴下は時代遅れの白の3つ折にしている。
大多数の人間と同様、夕子の姿を見ることができない（ただし「隠れ鬼」の一件の際には、おぼろげに何かよくわからない恐ろしいものとして見えていた）。後に霧江からその存在と、貞一には見えていることを教えられたが、その後は特に怖がったりする様子はなく、むしろ面白がっている。また、貞一が夕子のことを好きであることは知っているが、自分と同じような怪異への憧れからの好意と認識しているようで、2人が本当に恋愛関係にあるとは思っていない模様。
元々は第三新聞部の部員で、怪異調査部にはかけもちで所属している。第24話にて、第三新聞部の次期部長に就任することが決定。
庚 霧江（かのえ きりえ）
声 - 沼倉愛美 / 喜多村英梨
ヒロインの1人。7月13日生まれ。誠教学園中等部2年生。貞一と同様、夕子の姿が見える。当初は何とも思っていなかったが、影夕子を目撃したことをきっかけに夕子を「神隠し」の悪霊と疑うようになり、それを警告するために貞一に接触。紆余曲折の後に怪異調査部に入ることになる。当初は夕子を悪霊と考えていたため、警戒心から接触を極力避けるようにしていたが、怪異調査部に入ってからは少しずつ夕子とも普通に話をするようになってきている。髪は後ろを刈り上げたショートカット。普段は男性的な喋り方をし、まるで見得を切るような独特の立ち居振る舞いを見せて「強い」自分を演出しているが、実は相当に臆病かつ怖がりであり、恐怖のあまり本気で泣きだしてしまうことも少なくない。
貞一のことはぶっきらぼうながら気にかけており、夕子の代わりに髪を伸ばしてみようかと考えるなど憎からず思っている様子。顔立ちは夕子とそっくりであり、霧江自身、そして生前の夕子を直接知る祖母の紫子もそれを認めている（テレビアニメ版では、紫子に近い顔立ちとなっている）。ただし胸のサイズは小さく、そのことも含め夕子に対して憧れの混じったコンプレックスを感じている模様。また身長も夕子より低く、貞一とほぼ同じくらい。
実は夕子の血縁者（紫子の孫）であり、夕子は霧江から見て大伯母（祖母の姉）にあたる。その関係で、霧江は紫子の部屋で生前の夕子（と若かりし頃の紫子）が写っている写真を見たことがある。

### 中等部2年
西河 日登美（にしかわ ひとみ）
声 - 松聖花
ももえの友人。黒い髪を短いポニーテールにした少女。自称「ももえの飼い主」。
河東 真奈子（かわとう まなこ）
声 - 小笠原早紀
ももえの友人。髪型はセミショート。名前がそれぞれ「ひとみ（瞳）」と「まなこ（眼）」であるため、日登美と2人で「目玉コンビ」と呼ばれている。
桐島 有子（きりしま ゆうこ）
声 - 小清水亜美
中等部2年A組。名前が学園の怪談の「夕子」とおなじ「ゆうこ」という読みであることから幽霊の夕子と同一視され続け、そのために怪談と夕子、そして怪談を妄信する人間、面白がって怪談を広める人間を憎むようになっていった。自分をいじめた零子に仕返しをするため、夕子を利用した「かえってきたゆうこさん」という怪談そのものになりすまし、その間死を偽って1週間無断欠席していた。
「怪談を殺す」ために「アカヒトさん」になりすまし、生徒を扇動しようとしたが、恐怖にかられた生徒たちが暴走し、逆に「アカヒトさん」への生贄として捕らえられてしまう。貞一と夕子によって救出された後、夕子に対する憎しみは大幅に減少した模様。また、事件後に長かった髪をばっさり切っている（テレビアニメ版では切っていない）。
「アカヒトさん」の一件が解決するまで、怪異調査部の活動には悪感情を持っていたが、貞一に対してはその頃から「落ち着いてて」「頭も切れて」「可愛い」と高く評価していた。
鈴木 美奈（すずき みな）、木村 朋子（きむら ともこ）、石井 里香（いしい りか）
声 - 松井恵理子（美奈）、青木紀子（朋子）、永田依子（里香）
有子のクラスメイト。有子に吹き込まれた「アカヒトさん」の怪談を信じ込み、恐怖に駆られた末に生徒たちが暴走する引き金となった。
朝生 零子（あそう れいこ）
中等部2年生。「有子が夕子の生まれ変わりであり、祟りが起こる」という噂を広めることで彼女に精神的苦痛を与えていた。
妻鹿 澄也（めが すみや）
中等部2年生。有子と共に「かえってきたゆうこさん」の怪談を広めていた。

### 中等部1年
吉沢 春香（よしざわ はるか）
貞一のクラスメイト。生物部所属。めいびいの過去作品である成人向け漫画『なつおとめ』に登場したヒロイン、春香と同一人物である。
優斗（ゆうと）
貞一のクラスメイト。春香と同じ小学校に通っていた。めいびいの過去作品である成人向け漫画『なつおとめ』に登場した主人公、優斗と同一人物である。
三原 草佑（みはら そうすけ）
中等部1年生。第三新聞部所属。眼鏡をかけた少年で、いつも寝ている。

### 中等部3年
佐原 笹葉（さはら ささは）
中等部3年生。第三新聞部部長。
安永 直（やすなが なお）
中等部3年生。六年桜の怪談の噂を流していた。
沖浦 みなと（おきうら みなと）
中等部3年生。美術部所属。黒い髪をツインテールにした少女。
道寺 清己（みちでら きよみ）
中等部3年生。夏休みに転校することになっている。

### 学園の講師・先生
庚 紫子（かのえ ゆかりこ）
声 - 佐藤聡美、高島雅羅（老年期）
誠教学園の理事。夕子の妹にあたり、霧江の祖母である。登場人物の中で唯一、生前の夕子を直接知る人物だが、霧江に夕子のことを問われても悲しげな表情を見せるだけで、ほとんど語ることはない。夕子の姿は見えていないようだが、影夕子のほうは見えている。夕子が他界した時点で既に中学生だったため、彼女の1、2歳下だと思われる。
高松 凌華（たかまつ りょうか）
誠教学園の養護教諭。学園の卒業生でもある。ある事件をきっかけに怪異調査部との接点ができ、霧江に引っ張り出されて合宿にも参加した。かなりの怖がりである。
テレビアニメ版には登場しない。

### その他の人物
浅葱（あさぎ）
声 - 平田真菜
通称はアサ。60年前、生前の夕子や紫子の友人だった少女。テレビアニメ版オリジナルキャラクター。
作中で疫病であるか明確にされてはいないが、病にかかっていた。家族は既に疫病で他界しており、主に食事面などで夕子の世話になっていた。
村長の命令によりさらわれ、人柱を選ぶ“銅人（あかひと）”の役目を与えられる。「アサが人柱に選ばれさらわれた」と勘違いし助けに駆けつけた夕子の名前を呼んでしまった結果、「夕子を人柱として選んだ」形になった。その後、紫子の世話になっていたことや、貞一が浅葱の孫であることが、紫子のアルバムから明かされた。

## 私立誠教学園
貞一達が通う私立学校。夕子の実家である庚家が山での神事を掌っていたが、その山を夕子の父が切り崩して創立したのが誠教学園である。校舎は小高い丘に建っており、60年にわたり増築を重ねてきたため、中学校舎と高校校舎が絡み合い、迷路のような建築物となっている。袋小路の廊下や誰も昇らない階段などがあり、それらが幾つもの怪異の噂を産み出している。中高一貫校であるが、昔は中等部のみだった。
怪異調査部
夕子が過去に自分に何があったのか知りたくて作った部（学校非公認）。部室は夕子が勝手に使っていた旧校舎1階の端にある部屋。部屋の大鏡の後ろには、地下室へ続く階段があり、そこに夕子の白骨死体がある。貞一が夕子の遺体を探すために鏡を割ってしまった後、その階段への入り口は夕子によって板が打ち付けられ塞がれている。
地下室には夕子の白骨死体以外に、この学校が建つ前にあった神社のほこらと、札が大量に貼られた岩がある。また、貞一と霧江が夕子の白骨死体を調査した時、夕子が死亡時に左足を骨折していたことが判明している。
対外的な活動内容は「学校にはびこる怪談を調査・解決する」というもの。怪談の多くは夕子がしたことが原因のため、一応祓う際には、貞一は陰陽師のまねごとのようなことをし夕子はやられたふりをして解決、となる。ちなみにももえはこの活動しか知らない。
かえで坂
理事長室のある建物の近くにある、裏山に続く坂。その坂の途中に「夕子」と名前の刻まれた石がある。石の下には櫛（テレビアニメ版では鈴）が1つ置かれている。
第三新聞部
ももえが所属している部。元々は、オカルト研究会の発行誌が独立して誕生した部。部員が各学年に1人ずつしかいない弱小部で、生徒の間では“オカルト研”呼ばわりされている。
四方山八百万新聞（よもやまやおよろずしんぶん）
誠教学園中学第三新聞部が発行している新聞で、ももえは自分が遭遇した（と思っている）怪異を記事にして載せている。その巻で描かれた事件に関わる記事が書かれた紙面が、単行本巻末に掲載されている。また、紙面の片隅に、ももえの実家である小此木製菓で販売しているお菓子（ばかうけをモデルにしたと思われる「ばかにうまい」と言う名前のお菓子）の宣伝も載せられている。広告欄は、一口2000円。

## 学園の怪談

### 学園の七不思議
学園に古くから伝わる怪談。七不思議として語られているものは、7つだけでなく数十以上に及んでいる。時代の流れによって、また人づてに語られていくうちに内容が変わっていったものもあれば、後述の「呪い」に関する噂により七不思議の全てを知ることを避ける人が多いため、その全容に関しての認識にズレが生じるためともいわれている。
旧校舎の幽霊（きゅうこうしゃのゆうれい）
学園の七不思議の1つ。旧校舎のどこかにある古い大きな鏡の前で振り返ると、旧校舎の幽霊に引きずり込まれ鏡の中を永遠に彷徨うことになるという噂。
隠れ鬼（かくれおに）
学園の七不思議の1つ。これはかくれんぼになぞらえて行う儀式で、放課後、他に誰もいないことを確認してから行わなければならない。
最初に人形を用意し、「夕子」と名前をつける。そして自分が鬼となり後ろを向き10を数えた後、人形を見つけて勝ちを告げて刃物を刺す。次は自分が校舎の同じ階の見つからない場所に隠れて待つ。隠れる側は「校舎から出てはいけない」「声を発してはいけない」「見つかってはいけない」という3つのルールを守らなければならない。この時、誰もいないにも関わらず、必ず何かが見つけに来る。
隠れ鬼を終える方法は、人形に遊びの終わりを告げること。しかし、もし遊びを正しく終えられなければ、隠れ鬼は永遠に終わらず、呼び出した何かに追われ続けることになる。
神隠し（かみかくし）
学園の七不思議の1つ。学園が出来たばかりで校舎の増築もされていなかった頃に事故で死んだ1人の女生徒が、自分の理不尽な死に怒り嘆いて、学園を彷徨う霊となった。その霊は、自分の苦しみを分かって欲しくて一緒に苦しんでくれる人の心を奪って“あっち”へ連れて行く。
もうひとつの神隠し
七不思議の神隠しと大筋は同じ。学校が神社跡に建てられた祟りが原因で、事故で死んだと言われている女の子自身が神隠しに遭って消えてしまったという噂。

呪い石（のろいいし）
学園の七不思議の1つ。名前を刻むと名前を書かれた人物は死に、自分の名前を見つけると呪いを受けて死ぬとされている石。渡り廊下に囲まれた、旧校舎の中庭にある。元は60年前（昭和27年）の疫病で亡くなった人達に対する慰霊碑であり、そこに夕子の名前も刻まれていた。
アカヒトさん
学園の七不思議の1つ。学園祭が近付くと現れる怪人。アカヒトさんは学校に遅くまで残っている生徒を見張っていて、陽が暮れた後にその姿を見てしまった者を捕まえる。そして、捕まった生徒は彼のコートを赤く染めるために全身の血を抜かれて死んでしまうという怪談。
“アカヒトさん”は、“銅人さん”と書く。“銅人（あかひと）”というのは、学園のある地に古くから伝わる、人身御供の伝説にまつわる神様の使いの名前。江戸時代の頃より、土地の災いはその土地の神様の怒りの表れであり、それを鎮めるために“銅人”が村人を1人選んで、神様のところに連れて行って捧げていたという話が元になっている。
異次元十三怪談（いじげんじゅうさんかいだん）
学園に1つだけあるという13段の階段に関する噂。その最後の段は異次元への入り口となっており、入ってしまえば二度と戻ってくることはできないといわれる。階段は、「檻校舎（おりこうしゃ）」と呼ばれる旧校舎の、隠された部屋の中にある。階段を降りた先にあるドアは校舎の外壁につけられており、開けた先には何も無い。しかし、実は階段下の踊り場にもう1つの階段が隠されており、その階段を降りた先には畳敷きの古めかしい部屋が存在する。
七不思議の呪い
七不思議をすべて知ると大変なことが起きるという噂。家族に不幸が起きる・学校から出られなくなるなど、その呪いの内容には諸説あり、その実態は不確か。

### その他の怪談
クイックシルバー
昔、理科の実験中に水銀中毒で死んだ女生徒の亡霊がその痛みと苦しみを訴え続けて、放課後に誰もいなくなった教室で暴れまわるというポルターガイスト現象の噂。
怨念の自動エレベーター（おんねんのじどうエレベーター）
学園の給食が廃止されてからかなり経つのに、ひとりでに動くことがある給食用のエレベーター。昔ここで首がはさまって死んだ生徒の怨念がエレベーターを動かし続け、放課後に1人でこの前を通った生徒を中に誘い込み、異界に連れて行ってしまうという噂。
実は階段の上り下りが億劫になっていた夕子が姿が見えないことをいいことに、勝手に乗って使用していたところを周りに見られたことが起因して広まった怪談だった。
呼び止め窓（よびとめまど）
放課後、ある窓の下を通りかかった時に、他の誰にも聞こえない声で呼び止められて、その窓を見上げてしまうと飛び降りてくる女の子の霊と目が合ってしまう。その霊は昔、第四校舎で飛び降り自殺した女の子で、目が合ってしまった人は3日後に再び現れた彼女の霊に連れられて第四校舎から飛び降りてしまうという噂。
六年桜（ろくねんざくら）
昔、学園が中等部だけだった頃、仲の良い2人の女生徒が、卒業後離れ離れになることを悲しんで卒業を前に揃って命を絶ってしまった。その後、その場所には1本の桜の木が植えられ、以来6年毎に別れを悲しむ2人の生徒がその桜の木の前で死んでしまう事件が起きるようになった。
かえってきたゆうこさん
夕子の生まれ変わりだといじめられ、夏休みに亡くなったという女生徒が学園内で出現するようになり、その幽霊がいじめた生徒に復讐するために戻ってきたという怪談。実際には有子が自身が夕子の生まれ変わりであるという噂と元々存在していた「夕子の幽霊」を利用して作り出した怪談だった。
こころない人体模型（こころないじんたいもけい）
旧校舎の理科室の人体模型が、無くなった心臓を探して夜中に動き出すという怪談。ある用務員が、戸締りをしている時、背後に気配を感じて振り向くとそこにあるはずのない人体模型があった。翌朝、その用務員は心臓を抉り取られた遺体となって発見されたという噂である。“こころない人体模型”という名前は、「人体模型の心臓が無いこと」と「心無い残酷さ」をかけたネーミングであるという。また、夜中に動くのは、人体模型にはまぶたが無く、日中は眩しくて動けないからということになっている。
音楽室の幽霊
夜中に誰もいないのに音楽室のピアノが突然鳴り出す、という怪談。実際は夕子が暇つぶしにピアノを演奏していたのを見られたことが起因して広まった怪談だった。
ろくじになく声
この怪談を知ってしまった者には死が訪れる。助かる道はただ1つ、「他の誰かにこの怪談を伝え聞かせること」。
なお、これは第三新聞部の伝統である部長引き継ぎ試験のために出題される怪談で、部長の出す難問に打ち勝った者だけが新たな部長になれるというものであり、怪談の噂には中身は無い。出題者である部長が怪談の噂だけ流したり友人に協力を頼んだりしてタネを仕込んでおき、次期部長候補がその実態を調べて解き明かすことが試験である。
黒い絵（くろいえ）
美術室の倉庫に幽霊が描かれた絵があるという怪談。その黒い絵を見てしまった者は、その絵に描かれた幽霊が現実でも見えるようになってしまうという噂。この絵はかつて紫子が、自分が見た影夕子の姿を描いたものである。
開かずのロッカー（あかずのロッカー）
昔、このロッカーに閉じ込められ死んだ女生徒が、夜な夜な助けを求め、悲痛な声とともに中からロッカーを叩くという怪談。女子水泳部が使用していた第2女子更衣室の、奥から3番目のロッカーがそれにあたる。このロッカーは立て付けが悪く、中からは開かない。かつて夕子が中に入ってから外に出られなくなったことがあり、その出来事が元で生まれたのがこの怪談である。

## 単行本
- めいびい 『黄昏乙女×アムネジア』 スクウェア・エニックス〈ガンガンコミックスJOKER〉、全10巻
  1. 2009年8月22日初版 ISBN 978-4-7575-2655-6
  2. 2010年1月22日初版 ISBN 978-4-7575-2779-9
  3. 2010年7月22日初版 ISBN 978-4-7575-2939-7
  4. 2011年1月22日初版 ISBN 978-4-7575-3128-4
  5. 2011年7月22日初版 ISBN 978-4-7575-3293-9
  6. 2012年3月22日初版 ISBN 978-4-7575-3530-5
  7. 2012年4月21日初版 ISBN 978-4-7575-3569-5
  8. 2012年11月22日初版 ISBN 978-4-7575-3792-7
  9. 2013年6月22日初版 ISBN 978-4-7575-3989-1
  10. 2013年11月22日初版 ISBN 978-4-7575-4091-0
- 『黄昏乙女×アムネジア×アンソロジー』 スクウェア・エニックス〈ガンガンコミックスJOKER〉、2012年11月22日初版 ISBN 978-4-7575-3793-4
- 『黄昏乙女×アムネジア 8.5 公式ガイドブック』 スクウェア・エニックス〈ガンガンコミックスJOKER〉、2012年11月22日初版 ISBN 978-4-7575-3721-7

## テレビアニメ
2012年4月から同年6月までチバテレほか独立局、およびアニマックスにて放送された。序盤は原作に沿った内容になっているが、後半からは原作を元にしたオリジナルストーリーが展開され、完結している。同年11月28日に発売されたDVD&BD第6巻には、第11話に加えて第12話のディレクターズ・カット版と独立局未放送の第13話が収録されている。
テレビアニメ化の発表後、2012年1月23日には声優陣やオープニングテーマが発表された。また、同年4月には本作と同時期にテレビアニメ化された『さんかれあ』（はっとりみつる著、講談社刊）との「人外ヒロインコラボフェア」が行われた。

### スタッフ
- 原作 - めいびい（掲載：月刊「ガンガンJOKER」スクウェア・エニックス刊）[11]
- 監督 - 大沼心[11]
- シリーズディレクター - 坂本隆[11]
- シリーズ構成 - 高山カツヒコ[11]
- キャラクターデザイン - 番由紀子[11]
- プロップデザイン - 高橋賢
- 色彩設計 - 木幡美雪
- 美術監督 - 内藤健[11]
- 撮影監督 - 柳田貴志
- 編集 - 坪根健太郎
- 音響監督 - 亀山俊樹[11]
- 音楽 - 帆足圭吾[11]、高田龍一[11]
- プロデューサー - 新田達弘、立崎孝史、金子逸人、石塚正俊
- アニメーション制作 - SILVER LINK.
- 製作 - 「黄昏乙女×アムネジア」製作委員会

### 主題歌
オープニングテーマ「CHOIR JAIL」
作詞 - 畑亜貴 / 作曲 - 田代智一 / 編曲 - 田代智一、浦田尚克 / 歌 - 鈴木このみ
第1話、第12話ではエンディングテーマとして使用された。第13話ではオープニングアニメーションが全体の夕子を霧江に、ラストの貞一を夕子へ置き換えたコミカルなバージョンとなっており、曲自体は挿入歌としても使用されている。
エンディングテーマ
「カランドリエ」（第2話 - 第10話 、第13話）
作詞・歌 - 奥井亜紀 / 作曲 - 田代智一 / 編曲 - 後藤康二
第1話、第12話では未使用。
第7話のエンディングアニメーションは夕子のいない、かつ階段から落とされて負傷した貞一の後日の様子を描いたバージョンになっている。
「カランドリエ -夕子-」（第11話）
作詞 - 奥井亜紀 / 作曲 - 田代智一 / 編曲 - 後藤康二 / 歌 - 庚夕子（原由実）
上記の「カランドリエ」を夕子役の原由実が歌ったバージョン。曲のベースも少々軽やかになっている。
挿入歌「レクイエム」（第8話、第12話）
作詞・作曲・編曲・歌 - 柊奈緒

### 各話リスト
| 話数     | サブタイトル                 | 脚本         | 絵コンテ         | 演出     | 作画監督                                    | 総作画監督        |
| -------- | ---------------------------- | ------------ | ---------------- | -------- | ------------------------------------------- | ----------------- |
| 一ノ怪   | 幽霊乙女（ゆうれいおとめ）   | 高山カツヒコ | 大沼心           | 大沼心   | 楠本祐子                                    | 番由紀子          |
| ニノ怪   | 邂逅乙女（かいこうおとめ）   | 高山カツヒコ | 坂本隆           | 坂本隆   | 牛島希、長谷川亨雄 古川英樹、さのえり       | 番由紀子          |
| 三ノ怪   | 昏黒乙女（こんこくおとめ）   | 高山カツヒコ | 阿部紀之         | 平田豊   | 渡辺亜彩美                                  | 番由紀子          |
| 四ノ怪   | 払暁乙女（ふつぎょうおとめ） | 高山カツヒコ | 黒川智之         | 黒川智之 | 竹森由加、もんちあきら 深沢謙二             | 楠本祐子          |
| 五ノ怪   | 憧憬乙女（しょうけいおとめ） | 関根アユミ   | ワタナベシンイチ | 神保昌登 | 松下郁子、木下ゆうき                        | 楠本祐子          |
| 六ノ怪   | 復讐乙女（ふくしゅうおとめ） | 関根アユミ   | 坂本隆           | 山口頼房 | 野田めぐみ、高橋賢 竹森由加、もんちあきら   | 番由紀子          |
| 七ノ怪   | 忘却乙女（ぼうきゃくおとめ） | 高山カツヒコ | 釘宮洋           | 神保昌登 | 渡辺亜彩美                                  | 番由紀子          |
| 八ノ怪   | 追憶乙女（ついおくおとめ）   | 高山カツヒコ | 釘宮洋           | 玉村仁   | 楠本祐子、山吉一幸 竹森由加、牛島希         | 番由紀子 楠本祐子 |
| 九ノ怪   | 怨念乙女（おんねんおとめ）   | 高山カツヒコ | 黒川智之         | 黒川智之 | 山吉一幸、竹森由加 もんちあきら、渡辺亜彩美 | 番由紀子 楠本祐子 |
| 十ノ怪   | 喪失乙女（そうしつおとめ）   | 高山カツヒコ | 佐山聖子         | 永岡智佳 | 松下郁子、木下ゆうき のりみそのみ           | 番由紀子 楠本祐子 |
| 十一ノ怪 | 紅涙乙女（こうるいおとめ）   | 高山カツヒコ | 坂本隆           | 平田豊   | 渡辺亜彩美                                  | 番由紀子 楠本祐子 |
| 十二ノ怪 | 黄昏乙女（たそがれおとめ）   | 高山カツヒコ | 坂本隆           | 坂本隆   | 番由紀子、楠本祐子 中本尚子                 | 番由紀子 楠本祐子 |
| 十三ノ怪 | 退魔乙女（たいまおとめ）     | 高山カツヒコ | 坂本隆           | 坂本隆   | 番由紀子                                    | 番由紀子          |

### 放送局
| 放送地域 | 放送局             | 放送期間                | 放送日時           | 放送系列        | 備考                         |
| -------- | ------------------ | ----------------------- | ------------------ | --------------- | ---------------------------- |
| 千葉県   | チバテレ           | 2012年4月8日 - 6月24日  | 日曜 24:30 - 25:00 | 独立局          |                              |
| 兵庫県   | サンテレビ         | 2012年4月8日 - 6月24日  | 日曜 24:30 - 25:00 | 独立局          |                              |
| 神奈川県 | tvk                | 2012年4月8日 - 6月24日  | 日曜 25:30 - 26:00 | 独立局          |                              |
| 東京都   | TOKYO MX           | 2012年4月9日 - 6月25日  | 月曜 24:30 - 25:00 | 独立局          |                              |
| 愛知県   | テレビ愛知         | 2012年4月10日 - 6月26日 | 火曜 26:00 - 26:30 | テレビ東京系列  |                              |
| 日本全域 | ShowTime           | 2012年4月13日 - 6月29日 | 金曜 16:00 更新    | ネット配信      |                              |
| 日本全域 | アニマックス       | 2012年4月16日 - 7月9日  | 月曜 22:00 - 22:30 | 独立系BS/CS放送 | リピート放送あり             |
| 日本全域 | ニコニコチャンネル | 2012年4月27日 - 7月13日 | 金曜 配信          | ネット配信      | 第1話のみ無料、第2話以降有料 |